# Rosa María Campo Pérez
Rosa María Campo Pérez (Sancti Spíritus, Cuba, 19 de septiembre de 1957) Compositora e intérprete cubana, una de las principales exponente de la música infantil cubana de los últimos tiempos. Nombre artístico "Tía Rosa".
Ha obtenido numerosos premios y reconocimientos en los festivales de radio con sus guiones y programas infantiles, 7 premios consecutivos en el festival Cantándole al Sol. En el año 2000 obtuvo  el premio Cubadisco al mejor disco de música infantil en cuba  con el CD "Amanecer Feliz" editado por BIS Music. También en el año 2001 obtiene dos premios que marcan e identifica la labor social cultural y artística, El Reparador de Sueños y Los Zapaticos de Rosa máximas distinciones de los pioneros cubanos.
Ha creado varios proyectos infantiles como: "Los Chicuelos del Mar", "Trocacuentos", "El rincón de la tía Rosa", el programa radial "Amanecer Feliz" y el programa de televisión "Parampampín" entre otros.

## Discografía
- 1999 Amanecer Feliz.
- 2002 Parampampín La Tía Rosa.
- 2006 Tren de fantasía.
- 2008 Imagino que...
- 2012 Trocacuentos